# Журавиця (гміна Образув)
Журавиця (пол. Żurawica) — село в Польщі, у гміні Образув Сандомирського повіту Свентокшиського воєводства.
Населення — 409 осіб (2011).
У 1975-1998 роках село належало до Тарнобжезького воєводства.

## Демографія
Демографічна структура на день 31 березня 2011 року:
|          | Загалом | Допрацездатний вік | Працездатний вік | Постпрацездатний вік |
| -------- | ------- | ------------------ | ---------------- | -------------------- |
| Чоловіки | 192     | 30                 | 132              | 30                   |
| Жінки    | 217     | 32                 | 128              | 57                   |
| Разом    | 409     | 62                 | 260              | 87                   |